# Risco (Spanyolország)
Risco egy község Spanyolországban, Badajoz tartományban. Risco Siruela, Garlitos, Capilla, Peñalsordo, Cabeza del Buey és Sancti-Spíritus községekkel határos. Lakosainak száma 127 fő (2024).

## Népesség
A település népessége az utóbbi években az alábbiak szerint változott:
| Lakosok száma | 220  | 204  | 176  | 166  | 162  | 151  | 152  | 140  | 130  | 127  |
|               | 2001 | 2004 | 2006 | 2009 | 2011 | 2014 | 2016 | 2019 | 2021 | 2024 |